# ريك موريس
ريك موريس (بالإنجليزية: Rick Morris)‏ هو سياسي أمريكي، ولد في 6 نوفمبر 1968 في الولايات المتحدة. حزبياً، نشط في الحزب الجمهوري.